# Pellorneum buettikoferi
Pellorneum buettikoferi là một loài chim trong họ Pellorneidae.